# 빨래건조대

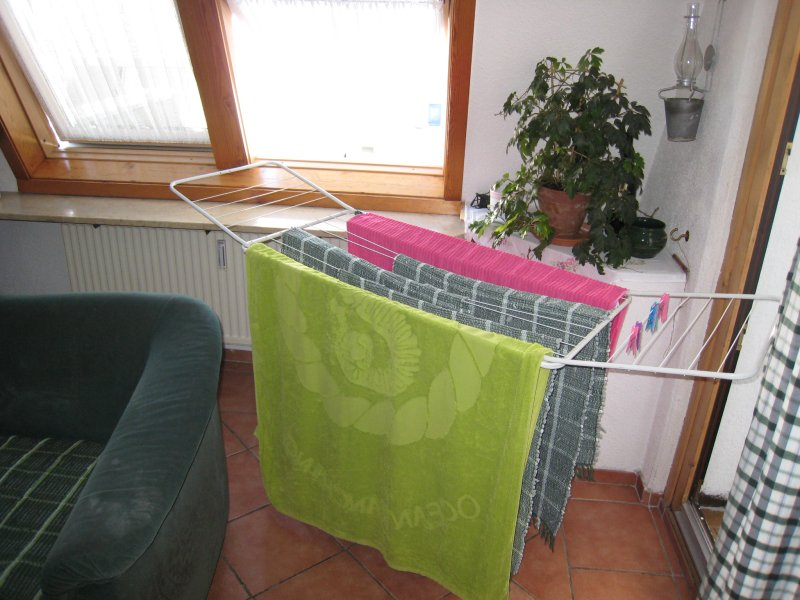
Y형 빨래건조대

빨래건조대(drying rack)는 세탁을 마친 의류를 걸어 말리기 위한 거치대다. 빨래건조대의 재질은 플라스틱이나 알루미늄 등 가공 금속이며, 좁은 면적에 많은 세탁물을 걸 수 있도록 설계되어 있다.
형태는 대표적으로 Y형과 스탠드형으로 구분된다.